# شتيفان شميت (سياسي)
شتيفان شميت (بالألمانية: Stefan Schmitt)‏ هو محامي وسياسي ألماني، ولد في 19 سبتمبر 1963 في برلين في ألمانيا، وتوفي في 14 أبريل 2010. حزبياً، نشط في الحزب الديمقراطي الاجتماعي الألماني. وقد انتخب عضو البرلمان هامبورغ.